# Tohana
Tohāna är en ort i Indien.   Den ligger i distriktet Fatehabad och delstaten Haryana, i den norra delen av landet, 170 km nordväst om huvudstaden New Delhi. Tohāna ligger 229 meter över havet och antalet invånare är 59 749.